# 螯跳蛛属
螯跳蛛属为跳蛛科的一属动物。此属的模式种为长触螯跳蛛(Cheliceroides longipalpis)。

## 下属物种
本属包括以下物种：
- 短触螯跳蛛 Cheliceroides brevipalpis Roy, Saha & Raychaudhuri, 2016
- 长触螯跳蛛 Cheliceroides longipalpis Zabka, 1985